# Spant
Der Ausdruck Spant (wahlweise der Spant oder das Spant) stammt ursprünglich aus dem Schiffbau. Er bezeichnet ein tragendes Bauteil zur Verstärkung des Rumpfes bei Booten, Schiffen, starren Luftschiffen, Flugzeugen und anderen Fahrzeugen.

## Grundlegendes
Die Spanten sind zugleich Träger der Beplankung. Durch diese Bauweise wird gegenüber einer massiven Bauweise (wie beispielsweise beim Einbaum) erheblich Gewicht eingespart. Die Spantenbauweise wird heute nicht nur im Fahrzeugbau eingesetzt, sondern auch in der Architektur, besonders bei großen Gebäuden, sowie im Modellbau, z. B. für Landschaftsmodelle. Die bei der Konstruktion eines Schiffes verwendeten Konstruktionsspanten sind Bestandteil des Linienrisses, der zeichnerischen Darstellung der Form eines Schiffes.
Man unterscheidet nach ihrer Ausrichtung zwischen
- Querspanten, die quer zu Rumpf und Kiel liegen und
- Längsspanten, die parallel zum Kiel oder der Fahrzeughauptachse liegen.

Die Spanten müssen untereinander verbunden werden, damit ein Schiffskörper entsteht. Dies geschieht auf der Außenseite durch die Außenhaut, innen durch Balken senkrecht zu den Spanten, die sogenannten Stringer. Querspanten können mit Seiten-, Kimm- und Raumstringern und dem Kiel verbunden werden. Im traditionellen Bootsbau wird eher der Begriff Weger verwendet (z. B. Balkweger, Kimmweger). Stringer bzw. Weger unterscheiden sich dadurch von Längsspanten, dass sie nicht direkt mit der Außenhaut verbunden sind, sondern innen auf den (Quer-)Spanten liegen. Siehe auch: Stützwinkel

## Querspanten

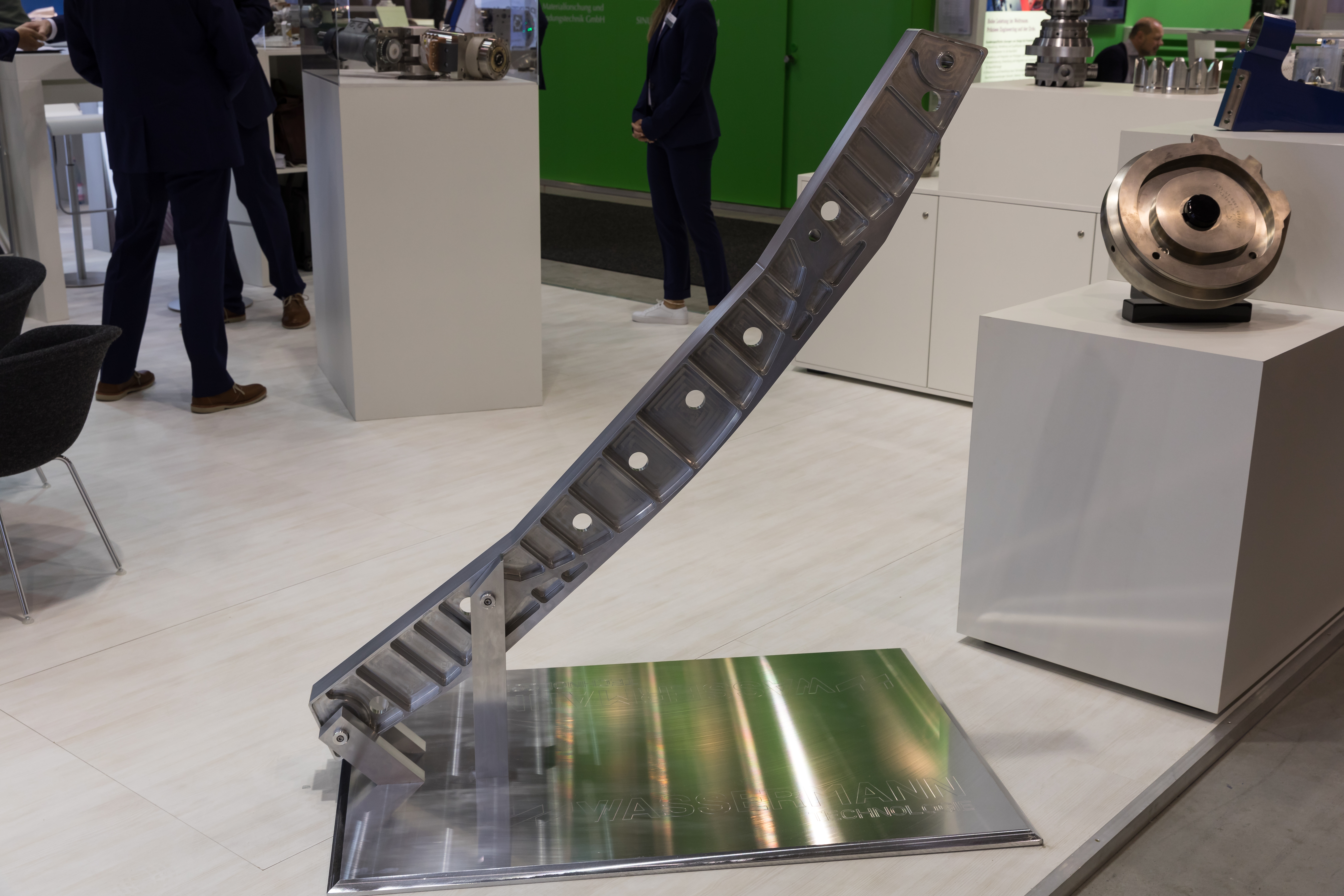
Flugzeugspant

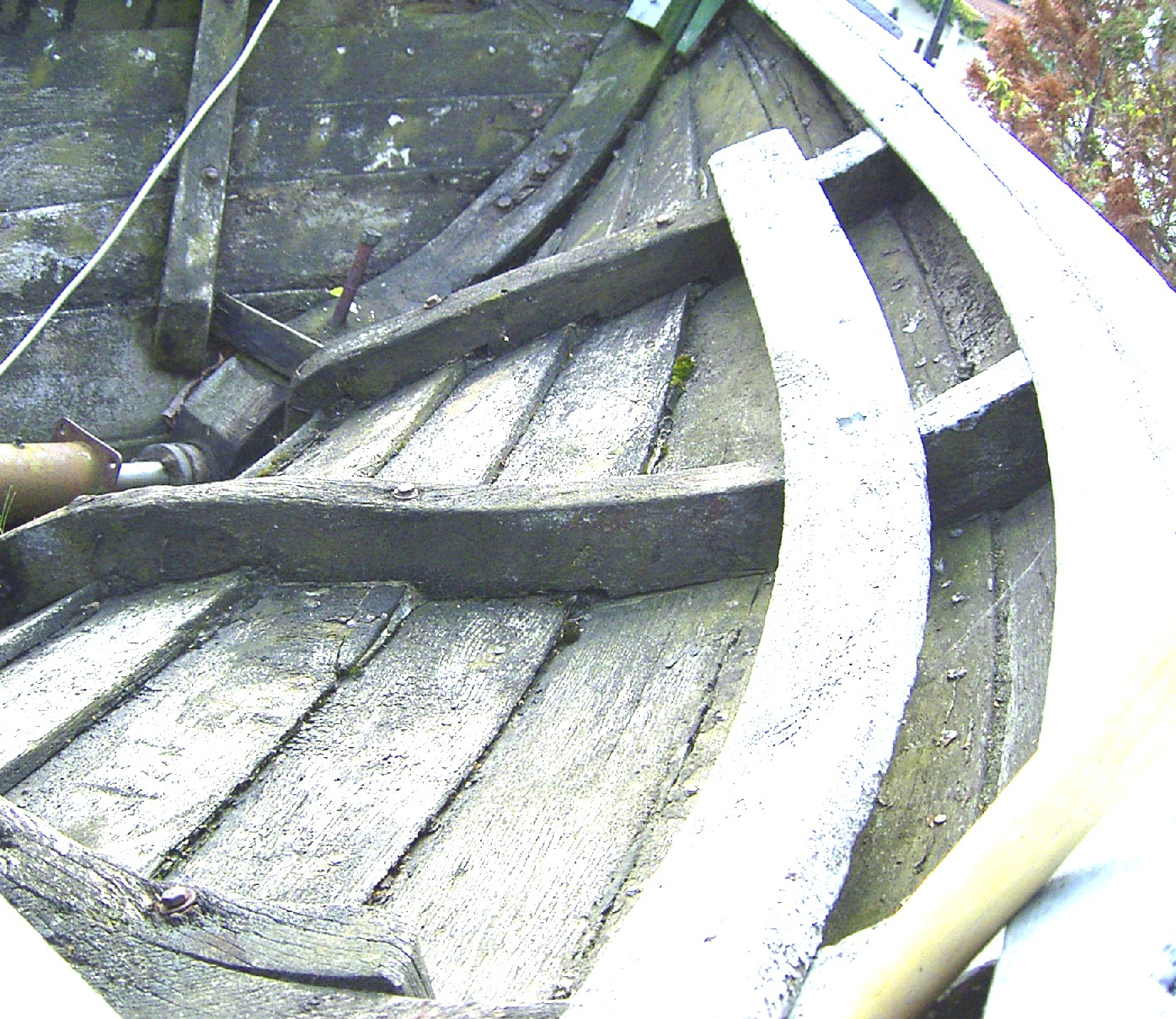
Die Querspanten verlaufen von links nach rechts auf der Innenseite der Schiffswand, der Weger in Längsrichtung.

Die Querspanten bilden anschaulich die „Rippen“ des Schiffes, die vom Kiel (dem „Rückgrat“) aus nach oben verlaufen. Sie sind entlang der Innenseite der Schiffswand angebracht, sind aber oft von innen verkleidet und damit auch im Inneren des Schiffes nicht ohne weiteres sichtbar. Durch die Querspanten wird die Form und Breite eines Schiffsrumpfes festgelegt. Die Querspanten variieren je nach Form des Rumpfes sehr.
Die äußere Erscheinung der quer verbauten Konstruktionsspanten war namensgebend für einige Bootsrumpfformen:
- Gebogene Spanten formen Rundspanter
  - Zeigen die Spanten nur einen Bogen nach außen, werden die Bauweisen weiter unterteilt:
    - Ein etwa rechter Winkel am Kiel bedeutet V-Spant
    - Ein flachstumpfer Winkel am Kiel bedeutet Radialspant
    - Ein flacher Boden ohne Kiel bedeutet U-Spant

  - In zwei Bereichen nach außen gebogene Spanten formen einen Trapezspant
  - Zweifach gebogene Spanten mit je einer Biegung kielwärts und einer nach auswärts, formen wegen der Ähnlichkeit zum Buchstaben „S“ einen S-Spant
  - Wellenförmige Spanten mit zwei nach außen und einem deckwärts gewölbten Bogen formen einen Tillerschen Wellenbinder
- Spanten mit Ecken formen Knickspanter
  - Eine Ecke nach außen weisend bedeutet Knickspant-Bauweise
  - Spanten mit zwei Ecken nach außen formen einen Doppelknickspant
  - Spanten mit zwei Außenecken und einem deckwärts weisenden Knick, ähnlich einem Buchstaben „W“, ergeben eine Edersche Displacement-Glider-Hull. Namensgebend ist hier allerdings das Eliminieren von Bug- und Heckwelle durch die Rumpfform.

Im Stahl- oder Holzbau sind die Querspanten je nach Bestimmung des Schiffes in mehr oder weniger großem Abstand voneinander angebracht. Der Spant an der größten Breite des Schiffes heißt Hauptspant.
Bei Kunststoffyachten werden keine Querspanten eingesetzt, allerdings ist bei ihnen der Rumpf meist in regelmäßigen Abständen versteift. Diese Versteifungen verlaufen wie Querspanten quer zum Kiel auf der Innenseite der Schiffswand. Sie sehen damit ähnlich wie Querspanten aus und erfüllen die gleiche Funktion einer Stabilisierung des Schiffsrumpfs; anders als Querspanten sind sie aber nicht getrennte Bauteile, sondern Rippen der Kunststoff-Schiffswand.
Querspanten werden auch im Schiffsmodellbau – unter anderem im Holz- und Kartonmodellschiffbau – eingesetzt. Querspanten, die vollständig aus Holz bestehen, werden hier als „Vollspanten“ bezeichnet.

## Material und Bauweise

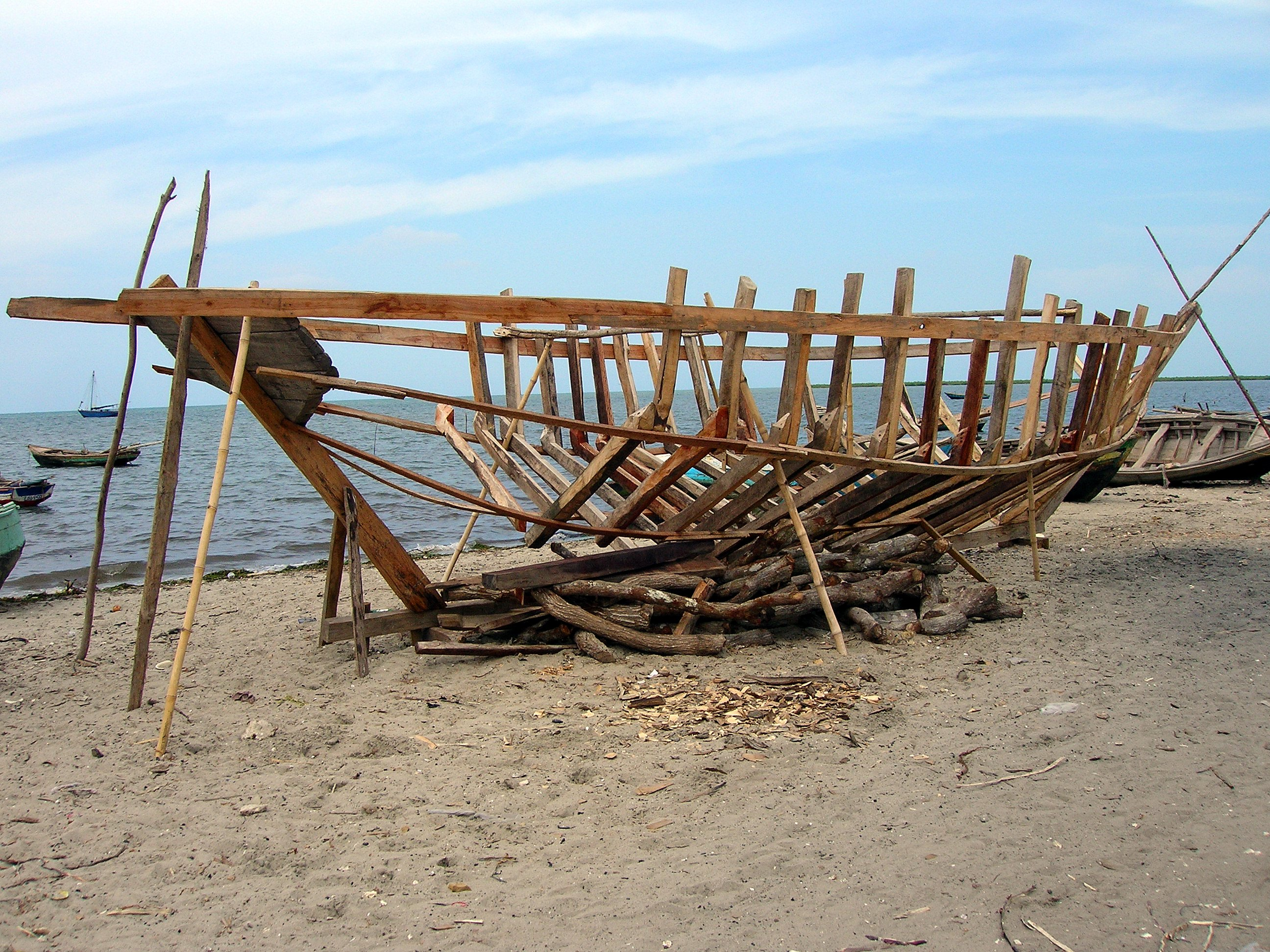
Querspantenbauart: Die Querspanten werden von der Mitte (Hauptspant) ausgehend eingesetzt, am Heck (links) fehlen sie noch.

Das klassische Material für Spanten im Schiff- und Bootsbau ist Holz. Es wurde lange Zeit auch für Flugzeuge verwendet. Im Bereich der Handels-, Kriegs- und Fischereischiffe dominiert heute Stahl. Die meisten Yachten werden heute aus Kunststoff gebaut, bei den Spantbauweisen werden Stahl, Holz und besonders bei großen Yachten auch Aluminium eingesetzt. Im Flugzeugbau und bei Hochgeschwindigkeits-Katamaranen wird meistens Aluminium verwendet.

## Spanten aus Holz
Gewachsene Spanten werden aus krumm gewachsenen Hölzern (Knieholz) gefertigt, so dass der Verlauf der Holzfasern weitgehend der Form des Spants bzw. der Außenhaut folgt. Dadurch kann mit einem kleineren Querschnitt die gleiche Festigkeit erreicht werden wie bei aus geraden Stücken gesägten Spanten, so dass sich ein geringeres Gewicht ergibt. Um gewachsene Spanten herstellen zu können, ist ein Lager mit verschiedenen Krummhölzern nötig, aus dem man sich für jedes Bauteil anhand einer Schablone das am besten geeignete heraussuchen kann. Dies bedeutet einen enormen Aufwand an Lagerkapazität und Arbeitszeit. Heute werden diese Spanten nur noch bei Restaurierungen verwendet, bei denen besonders viel Wert auf Originalität gelegt wird. Die Verbindung zwischen Spanten und Außenhaut erfolgt mit Bolzen, Schrauben oder Nieten. Diese Spanten wurden unter anderem auch für Wikingerschiffe benutzt.
Gesägte Spanten werden aus geraden Stücken angefertigt. Da beim Sägen Holzfasern zertrennt werden, müssen gesägte Spanten größer dimensioniert sein als gewachsene und die Abstände zwischen den Spanten müssen gegenüber gewachsenen Spanten verringert werden, um die gleiche Festigkeit zu erreichen. Daraus ergibt sich ein höheres Gewicht. Nachteilig ist die große Menge an Verschnitt, die beim Anpassen anfällt. Diese Art des Spantenbaus wird ebenfalls vorwiegend bei der Restaurierung eingesetzt. Die Befestigung erfolgt wie bei gewachsenen Spanten.
Der Doppelspant ist aus mehreren Stücken zusammengesetzt. Um die einzelnen Stücke miteinander zu verbinden, wird ein zweiter Spant mit versetzten Stößen mit dem ersten verbolzt. Da diese Verbindung recht schwach ist, müssen hier die Spantabstände besonders klein sein, so dass sich ein sehr hohes Gewicht ergibt. Man setzt diese Methode vor allem bei Fischkuttern ein, die oft schwerem Seegang ausgesetzt sind. Das hohe Gewicht ist hier erwünscht, da es die Bewegungen des Schiffes dämpft. Die Befestigung erfolgt wiederum mit Bolzen, Schrauben oder Nieten.

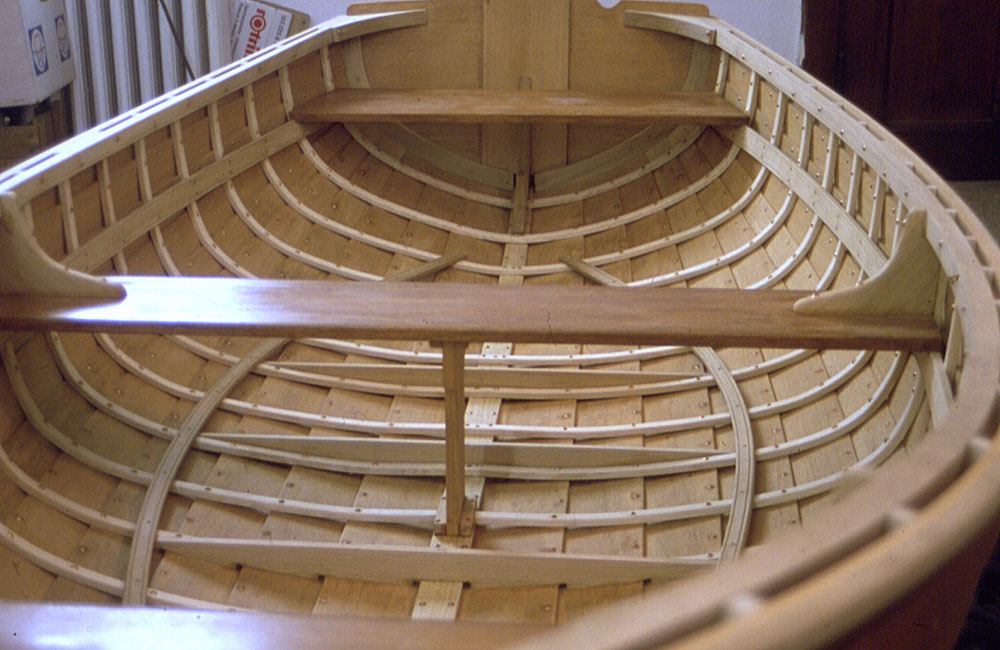
Eingebogene Eschen-Spanten bei einem geklinkerten Dinghi

Eingebogene Spanten werden mit heißem Dampf (meist in einer Dampfkiste) „weichgekocht“ und dann direkt am Einbauort in Form gebracht. Meist geschieht dies, im Unterschied zu den anderen Spant-Bauweisen, erst nach Fertigstellung der Außenhaut. Man kann Spanten aber auch in ein Gerüst aus Mallspanten und Hilfslatten einbiegen, bevor der Rumpf aufgeplankt wird. Um die engen Biegeradien zu ermöglichen, haben eingebogene Spanten einen flachen Querschnitt. Gebräuchliche Holzsorten sind z. B. Eichenholz oder das noch biegsamere Eschenholz.
Lamellierte Spanten werden aus mehreren Schichten dünnen Holzes über einer Form verleimt. Diese Bauweise wurde erst nach der Entwicklung geeigneter Klebstoffe möglich. Vorteile im Vergleich zu den traditionellen Bauweisen sind das geringe Gewicht bei guter Festigkeit, die nicht durch Längsverbindungen geschwächt wird, sowie ein geringer Verschnitt.

## Heutige Bedeutung
Moderne Boote mit Metall- oder Kunststoffrümpfen haben keine eigentlichen Spanten mehr. Teilweise sind noch entsprechende Verstärkungen, besonders im Kielbereich, im Rumpf eingelassen, diese dienen der generellen Versteifung. Geblieben ist aber eine Unterteilung der Rumpfform in Knick-, Rund- und S-Spant-Bauformen. Damit wird die generelle Form des Rumpfes beschrieben, ob er mehr rund oder mit Ecken versehen ist. Selbst Rümpfe mit deutlichen Kanten sind heute jedoch zusammenhängend aus einer Form laminiert (Kunststoffrümpfe) oder verschweißt (Metallrümpfe) und nicht beplankt.